# Hildebold (Worms)

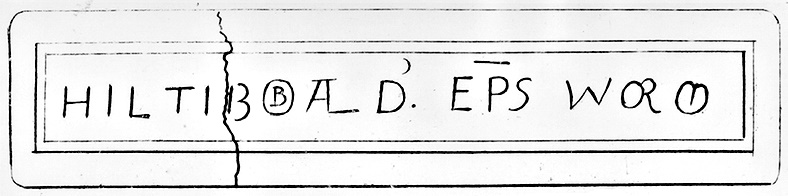
Zeichnung der Grabplatte (Johann Friedrich Schannat)

Hildebold (auch Hildibold, Hildibald, Hildebald) (* um 940; † 3. August 998) war von 978 bis 998 Bischof von Worms.
Fraglich ist, ob Hildebold aus der Wormser Domschule hervorgegangen ist. Er war Kanzler und  Vertrauter Ottos II. und wurde Ende Oktober 977 Leiter der deutschen Königskanzlei Ottos II. und behielt dieses Amt als erster Kanzler auch nach der Erhebung zum Bischof bis zu seinem Tode. Der Wormser Bischof gehörte in der Zeit des Aufstandes Heinrichs des Zänkers zu den Vertretern der königlichen Partei. Er war neben Erzbischof Willigis von Mainz einflussreichster Berater der Kaiserin Theophanu und Kanzler des Reiches und damit an der Vormundschaftsregierung Ottos III. von 984 bis 994 beteiligt. 
Im Jahre 985 erhielt er auf Fürsprache der Kaiserin Theophanu, des Erzbischofs Willigis und des Herzogs Konrad von Schwaben den königlichen Besitz in Eppingen in der Grafschaft des Herzogs Otto im Elsenz- und Kraichgau. Hildebold nahm am 1. Italienzug Ottos III. im April 996 teil und begleitete Bruno von Kärnten als späteren Gregor V. zur Inthronisation nach Rom. Hildebold starb während des zweiten Italienzuges. Er war in Worms-Neuhausen, im untergegangenen Kollegiatstift St. Cyriakus begraben.
Die Historiker Georg Helwich († 1632) und Johann Friedrich Schannat († 1739) haben seine Grabplatte im Cyriakusstift noch selbst gesehen; letzterer überlieferte auch eine Zeichnung davon.